# Хорватська економічна палата
45°48′30″ пн. ш. 15°58′07″ сх. д. / 45.80839° пн. ш. 15.96868° сх. д.
Хорватська економічна палата або Господарська палата Хорватії (хорв. Hrvatska gospodarska komora; HGT) — незалежна професійна та ділова організація, яка сприяє, представляє та узгоджує спільні інтереси своїх членів перед державними та іншими структурами в Хорватії та за кордоном. Членами Хорватської економічної палати є всі юридичні та фізичні особи, які займаються господарською діяльністю зі штаб-квартирою в Республіці Хорватія. Вона розпочала свою діяльність 16 лютого 1852 року в Загребі.
Президентом Хорватської торгової палати є Лука Бурилович.

## Завдання
Завданнями хорватської економічної палати є:
- представлення інтересів членів перед державними органами у формуванні економічної системи та заходів економічної політики;
- оцінка можливостей та умов економічного розвитку;
- сприяння розвитку підприємництва;
- налагодження та розвиток усіх видів зовнішніх ділових відносин;
- заохочення досліджень, розробок та інновацій;
- розвиток інформаційної системи Хорватської економічної палати та ділової інформації;
- ведення обліку зареєстрованих підприємств та операцій;
- узгодження інтересів членів хорватської економічної палати;
- заохочення розвитку технологічної інфраструктури, комп'ютеризація економіки та моніторинг стандартизації обладнання. програмне забезпечення та комунікації;
- гармонізація економічних та соціальних інтересів у галузі екології;
- підготовка, укладання та контроль за виконанням колективних договорів;
- надання висновків щодо кредитоспроможності її членів;
- вжиття заходів для заохочення та розвитку доброї ділової практики та ділової моралі;
- освіта та інновації знань персоналу в економіці;
- надання допомоги у створенні нових та перетворенні діючих підприємств та виконанні інших завдань, що цікавлять членів Хорватської економічної палати
- вирішення поточних питань, важливих для здійснення господарської діяльності;
- виконання інших завдань, визначених законом та статутом.

## Членство
Торгова палата Хорватії є членом таких організацій:
- ICC ( Міжнародна торгова палата ) — Міжнародна торгова палата, Париж;
- EUROCHAMBERS - Асоціація європейських палат, Брюссель;
- UEAPME (UNION EUROPEENNE DE L'ARTISANAT ET DES PETITES ET MOYENNES ENTREPRISES) - Європейська асоціація ремесел, малих та середніх підприємств, Брюссель;
- ESCB - відділення ICSB, Міжнародна рада малого бізнесу, Halmstad;
- TII ( Інформація про інноваційні технології ) — Європейська асоціація з технологій, інновацій та трансферу інновацій бізнесу, обмін технологіями EBEN, TRN, CORDIS, Брюссель;
- EUROCOMMERCE — Європейська організація торгового лобі, Брюссель.